# Nevfidan Kadın
Haciye Pertevpiyale Nevfidan Kadınefendi (en turco otomano: نوفدان قادین, "plántula joven", 4 de enero de 1793 - 27 de diciembre de 1855) fue la esposa del sultán Mahmud II del Imperio Otomano.
El título completo era: Devletlu İsmetlu Haciye Pertev-Piyale Nev-fidan Kadınefendi Aliyyetü'ş-Şân Hazretleri

## Vida
Fue la principal esposa del sultán Mahmud II. El 4 de febrero de 1809, seis meses después de la ascensión al trono de Mahmud, dio a luz a Fatma Sultan, el primera hija de Mahmud, que murió el 5 de agosto de 1809. 
El 17 de junio de 1813, dio a luz a los gemelos Şehzade Osman y Emine Sultan, el príncipe murió el 1 de abril y Emine Sultan el 10 de abril de 1814. El 18 de abril de 1815 dio a luz a Zeynep, Zeynep murió el 8 de enero de 1816. Fue la segunda esposa del sultán Mahmud en realizar la peregrinación sagrada. Los hijos de Nevfidan murieron jóvenes, y en 1830, después de la muerte de la madre de Adile Sultan, Zernigar Kadinefendi, Adile fue confiada al cuidado de Nevfidan.
Después de la muerte del sultán Mahmud, le pidió permiso a Abdülmecit I para ir de peregrinaje. Tras su finalización, volvió a Estambul en 1842. Llevaba un sello que había encargado para la ocasión: "Su Majestad Celestial el Sultán Mahmud, Su Alteza Haciye Nevfidan Bas-Kadinefendi".
En 1845, Adile se casó con Kapudan Mehmet Ali Paşa, quien se había desempeñado como comandante de flota y asesor del sultán Abdülmecit. Después de la boda, Adile se fue a vivir al Palacio de Neşatabad, que le fue dado en Fındıklı.
Nevfidan recibió amor y respeto de Abdülmecit. Protegió a los pobres y ayudó a los necesitados. también estableció instituciones para los pobres en La Meca y Medina. Era una mujer muy religiosa.
Nevfidan murió el 27 de diciembre de 1855 en el Palacio de Nafizpaşa, y fue enterrada en la tumba de su esposo, el sultán Mahmud.